# Японская шарфовая акула
Японская шарфовая акула (лат. Cirrhoscyllium japonicum) — вид акул рода шарфовых акул семейства воротниковых акул отряда воббегонгообразных. Обитает в северо-западной части Тихого океана на глубине до 290 м. Максимальный зарегистрированный размер 49 см. Вероятно, размножается яйцеживорождением. Не является объектом коммерческого промысла.

## Таксономия
Впервые вид научно описан в 1943 году. Голотип представляет собой самку длиной 48,5 см, пойманную у берегов Японии. 

## Ареал
Японские шарфовые акулы обитают в северо-западной части Тихого океана у берегов Японии и Китая. Они встречаются в верхней части островного склона на глубине 250—290 м. Ареал этих акул до сих пор точно не определён, поскольку возможна ошибочная идентификация вида.

## Описание
У японских шарфовых акул тонкое удлинённое тело, длинное и слегка заострённое рыло. Основание первого спинного плавника расположено позади свободного кончика брюшных плавников. На горле имеются характерные усики. Рот расположен перед глазами, имеются узкие назальные борозды. Овальные глаза вытянуты по горизонтали. Позади глаз имеются крошечные брызгальца. Жаберные щели маленькие. Маленький рот расположен на кончике рыла. Спинные плавники почти одинакового размера. Анальный плавник меньше второго спинного плавника. Его каудальный край расположен под первой четвертью второго спинного плавника. Длина основания анального плавника намного меньше расстояния между его каудальным краем и основанием хвостового плавника. Хвостовой плавник асимметричный, у край верхней лопасти имеется вентральная выемка. Нижняя лопасть отсутствует. Тело, хвост и хвостовой плавник покрывают 9 тёмных седловидных отметин . 

## Биология
Японские шарфовые акулы размножаются яйцеживорождением. Самцы и самки достигают половой зрелости при длине 36,7—40,7 см и 44,5 см соответственно. 

## Взаимодействие с человеком
Эти акулы не являются объектом коммерческого промысла. В качестве прилова, возможно, попадают в рыболовные сети. Пойманных акул, скорее всего, выбрасывают за борт. Данных для оценки Международным союзом охраны природы статуса сохранности вида недостаточно. 